# Liste der denkmalgeschützten Objekte in Levoča/M
Die Liste der denkmalgeschützten Objekte in Levoča/M enthält die 116 nach slowakischen Denkmalschutzvorschriften geschützten Objekte in der Gemeinde Levoča im Okres Levoča im Bereich der Straßen, die mit dem Buchstaben M beginnen.

## Denkmäler
| Foto |                 | Denkmal / č. ÚZPF                                          | Standort / Konskr. Nr.                                       | Offizielle Beschreibung                                | Beschreibung                                                                          | Metadaten                                                                     |
| ---- | --------------- | ---------------------------------------------------------- | ------------------------------------------------------------ | ------------------------------------------------------ | ------------------------------------------------------------------------------------- | ----------------------------------------------------------------------------- |
| ja   | Datei hochladen | Brunnenbecken(sk) ObjektID: 704-2955/1                     | Majstra Pavla nám. Standort KG: Levoča Konskr.Nr.:           | travertín                                              |                                                                                       | č. NKP: 704-2955/1 Stand des NKP: 2012-02-08 Name: FONTÁNA-NÁDRŽ              |
| ja   | Datei hochladen | Säule(sk) ObjektID: 704-2955/2                             | Majstra Pavla nám. Standort KG: Levoča Konskr.Nr.:           | travertín; stĺp pod sochou sv.Alžbety                  | Säule unter der Statue der heiligen Elisabeth                                         | č. NKP: 704-2955/2 Stand des NKP: 2012-02-08 Name: STĹP                       |
| ja   | Datei hochladen | Plastik(sk) ObjektID: 704-2955/3                           | Majstra Pavla nám. Standort KG: Levoča Konskr.Nr.:           | sv.Alžbeta s dieťaťom; sv.Alžbeta a žobrajúce dieťa    | St. Elisabeth mit bittendem Kind                                                      | č. NKP: 704-2955/3 Stand des NKP: 2012-02-08 Name: PLASTIKA                   |
| ja   | Datei hochladen | Denkmal(sk) ObjektID: 704-1608/0                           | Majstra Pavla nám. Standort KG: Levoča Konskr.Nr.:           | čsl.a sov.padlí; oslobodenie mesta                     | für die tschechoslowakischen und sowjetischen Gefallenen, für die Befreiung der Stadt | č. NKP: 704-1608/0 Stand des NKP: 2012-02-08 Name: POMNÍK                     |
| ja   | Datei hochladen | Denkmal auf Sockel(sk) ObjektID: 704-1610/0                | Majstra Pavla nám. Standort KG: Levoča Konskr.Nr.:           | Štúr Ľudovít; 1815-1856,jazykovedec,nár.budi           | für Ľudovít Štúr, Philologe, Schriftsteller und Politiker                             | č. NKP: 704-1610/0 Stand des NKP: 2012-02-08 Name: POMNÍK SO SOCHOU           |
| ja   | Datei hochladen | Pranger(sk) ObjektID: 704-4442/0                           | Majstra Pavla nám. Standort KG: Levoča Konskr.Nr.:           | solitér; Klietka hanby                                 | Schandkäfig                                                                           | č. NKP: 704-4442/0 Stand des NKP: 2012-02-08 Name: PRANIER                    |
| ja   | Datei hochladen | Kirche(sk) Evangelische Kirche ObjektID: 704-2890/0        | Majstra Pavla nám. 1 Standort KG: Levoča Konskr.Nr.: 3       | ev.a.v.                                                | evangelische Kirche                                                                   | č. NKP: 704-2890/0 Stand des NKP: 2012-02-08 Name: KOSTOL                     |
| ja   | Datei hochladen | Rathaus(sk) Rathaus (Levoča) ObjektID: 704-2891/1          | Majstra Pavla nám. 2 Standort KG: Levoča Konskr.Nr.: 2       | solitér                                                |                                                                                       | č. NKP: 704-2891/1 Stand des NKP: 2012-02-08 Name: RADNICA                    |
| ja   | Datei hochladen | Glockenturm(sk) ObjektID: 704-2891/2                       | Majstra Pavla nám. 2 Standort KG: Levoča Konskr.Nr.: 2       | solitér; mestská veža                                  | Stadtturm                                                                             | č. NKP: 704-2891/2 Stand des NKP: 2012-02-08 Name: ZVONICA                    |
| ja   | Datei hochladen | Gedenktafel 1(sk) ObjektID: 704-2891/3                     | Majstra Pavla nám. 2 Standort KG: Levoča Konskr.Nr.: 2       | Komenský Ján Amos; 1592-1670,učiteľ národov            | für Johann Amos Comenius, "Lehrer der Nationen", Philosoph, Theologe und Pädagoge     | č. NKP: 704-2891/3 Stand des NKP: 2012-02-08 Name: TABUĽA PAMÄTNÁ I.          |
| ja   | Datei hochladen | Gedenktafel 2(sk) ObjektID: 704-2891/4                     | Majstra Pavla nám. 2 KG: Levoča Konskr.Nr.: 2                | 700.výroč.sídla provincie; sídlo provincie 1271-1971   | 700 Jahre Sitz der Bezirksregierung                                                   | č. NKP: 704-2891/4 Stand des NKP: 2012-02-08 Name: TABUĽA PAMÄTNÁ II.         |
| ja   | Datei hochladen | Kirche(sk) St. Jakob ObjektID: 704-2892/0                  | Majstra Pavla nám. 3 Standort KG: Levoča Konskr.Nr.: 1       | r.k.sv.Jakuba staršieho; farský kostol sv.Jakuba       | römisch katholische Pfarrkirche St. Jakob der Ältere                                  | č. NKP: 704-2892/0 Stand des NKP: 2012-02-08 Name: KOSTOL                     |
| ja   | Datei hochladen | Waagehaus(sk) ObjektID: 704-2893/0                         | Majstra Pavla nám. 4 Standort KG: Levoča Konskr.Nr.: 4       | solitér; Waaghaus,Mestský úrad                         | Waagehaus, Gemeindeamt                                                                | č. NKP: 704-2893/0 Stand des NKP: 2012-02-08 Name: VÁŽNICA                    |
| ja   | Datei hochladen | Bürgerhaus(sk) ObjektID: 704-2894/0                        | Majstra Pavla nám. 5 KG: Levoča Konskr.Nr.: 5                | prejazdový,radový                                      | Reihenhaus, Passage                                                                   | č. NKP: 704-2894/0 Stand des NKP: 2012-02-08 Name: DOM MEŠTIANSKY             |
| ja   | Datei hochladen | Bürgerhaus(sk) ObjektID: 704-2895/0                        | Majstra Pavla nám. 6 Standort KG: Levoča Konskr.Nr.: 6,2968  | prejazdový,radový                                      | Reihenhaus, Passage                                                                   | č. NKP: 704-2895/0 Stand des NKP: 2012-02-08 Name: DOM MEŠTIANSKY             |
| ja   | Datei hochladen | Bürgerhaus(sk) Thurzo-Haus ObjektID: 704-2896/0            | Majstra Pavla nám. 7 Standort KG: Levoča Konskr.Nr.: 7       | prejazdový,radový; Thurzov dom,palác                   | Reihenhaus, Passage, Haus Thurzo                                                      | č. NKP: 704-2896/0 Stand des NKP: 2012-02-08 Name: DOM MEŠTIANSKY             |
| ja   | Datei hochladen | Bürgerhaus(sk) ObjektID: 704-2806/1                        | Majstra Pavla nám. 8 Standort KG: Levoča Konskr.Nr.: 8       | sieňový+prejazdový,radový                              | Reihenhaus, Passage                                                                   | č. NKP: 704-2806/1 Stand des NKP: 2012-02-08 Name: DOM MEŠTIANSKY I.          |
| ja   | Datei hochladen | Bürgerhaus(sk) ObjektID: 704-2898/1                        | Majstra Pavla nám. 9 Standort KG: Levoča Konskr.Nr.: 9       | sieňový,radový                                         | Reihenhaus, Vorhof                                                                    | č. NKP: 704-2898/1 Stand des NKP: 2012-02-08 Name: DOM MEŠTIANSKY I.          |
| ja   | Datei hochladen | Bürgerhaus(sk) ObjektID: 704-2809/1                        | Majstra Pavla nám. 10 Standort KG: Levoča Konskr.Nr.: 10     | prejazdový,radový                                      | Reihenhaus, Passage                                                                   | č. NKP: 704-2809/1 Stand des NKP: 2012-02-08 Name: DOM MEŠTIANSKY I.          |
| ja   | Datei hochladen | Bürgerhaus(sk) ObjektID: 704-2900/0                        | Majstra Pavla nám. 11 Standort KG: Levoča Konskr.Nr.: 11     | prejazdový,radový                                      | Reihenhaus, Passage                                                                   | č. NKP: 704-2900/0 Stand des NKP: 2012-02-08 Name: DOM MEŠTIANSKY             |
| ja   | Datei hochladen | Bürgerhaus(sk) ObjektID: 704-2805/1                        | Majstra Pavla nám. 12 Standort KG: Levoča Konskr.Nr.: 12     | sieňový,radový                                         | Reihenhaus, Vorhof                                                                    | č. NKP: 704-2805/1 Stand des NKP: 2012-02-08 Name: DOM MEŠTIANSKY I.          |
| ja   | Datei hochladen | Bürgerhaus(sk) ObjektID: 704-2807/1                        | Majstra Pavla nám. 13 Standort KG: Levoča Konskr.Nr.: 13     | prejazdový,radový; dom s výškou                        | Reihenhaus, Passage                                                                   | č. NKP: 704-2807/1 Stand des NKP: 2012-02-08 Name: DOM MEŠTIANSKY I.          |
| ja   | Datei hochladen | Bürgerhaus(sk) ObjektID: 704-2808/1                        | Majstra Pavla nám. 14 Standort KG: Levoča Konskr.Nr.: 14     | sieňový+prejazdový,radový; dom s výškou                | Reihenhaus, Passage, Vorhof                                                           | č. NKP: 704-2808/1 Stand des NKP: 2012-02-08 Name: DOM MEŠTIANSKY I.          |
| ja   | Datei hochladen | Bürgerhaus(sk) ObjektID: 704-2904/0                        | Majstra Pavla nám. 15 Standort KG: Levoča Konskr.Nr.: 15     | sieňový+priechod,radový; dom s výškou                  | Reihenhaus, Passage, Vorhof                                                           | č. NKP: 704-2904/0 Stand des NKP: 2012-02-08 Name: DOM MEŠTIANSKY             |
| ja   | Datei hochladen | Bürgerhaus(sk) ObjektID: 704-2905/1                        | Majstra Pavla nám. 16 Standort KG: Levoča Konskr.Nr.: 16     | priechodový,radový                                     | Reihenhaus, Passage                                                                   | č. NKP: 704-2905/1 Stand des NKP: 2012-02-08 Name: DOM MEŠTIANSKY I.          |
| ja   | Datei hochladen | Bürgerhaus(sk) ObjektID: 704-2906/0                        | Majstra Pavla nám. 17 Standort KG: Levoča Konskr.Nr.: 17     | sieňový+prejazdový,radový; dom s výškou                | Reihenhaus, Passage, Vorhof                                                           | č. NKP: 704-2906/0 Stand des NKP: 2012-02-08 Name: DOM MEŠTIANSKY             |
| ja   | Datei hochladen | Bürgerhaus(sk) ObjektID: 704-2907/0                        | Majstra Pavla nám. 18 Standort KG: Levoča Konskr.Nr.: 18     | prejazdový,radový                                      | Reihenhaus, Passage                                                                   | č. NKP: 704-2907/0 Stand des NKP: 2012-02-08 Name: DOM MEŠTIANSKY             |
| ja   | Datei hochladen | Bürgerhaus(sk) ObjektID: 704-2908/0                        | Majstra Pavla nám. 19 Standort KG: Levoča Konskr.Nr.: 19     | priechodový,radový                                     | Reihenhaus, Passage                                                                   | č. NKP: 704-2908/0 Stand des NKP: 2012-02-08 Name: DOM MEŠTIANSKY             |
| ja   | Datei hochladen | Gedenk-Bürgerhaus(sk) ObjektID: 704-2909/1                 | Majstra Pavla nám. 20 Standort KG: Levoča Konskr.Nr.: 20     | prejazdový,radový; Dom Majstra Pavla                   | Reihenhaus, Passage, Haus "Meister Paul"                                              | č. NKP: 704-2909/1 Stand des NKP: 2012-02-08 Name: DOM MEŠTIANSKY PAMÄTNÝ I.  |
| ja   | Datei hochladen | Gedenktafel(sk) ObjektID: 704-2909/3                       | Majstra Pavla nám. 3 Standort KG: Levoča Konskr.Nr.: 20      | Majster Pavol z Levoče; 1460-80 - 1537-1542,soch.,rezb | für Meister Paul aus Levoča, gotischer Bildhauer, Skulpteur                           | č. NKP: 704-2909/3 Stand des NKP: 2012-02-08 Name: TABUĽA PAMÄTNÁ             |
| ja   | Datei hochladen | Bürgerhaus(sk) ObjektID: 704-2910/0                        | Majstra Pavla nám. 21 Standort KG: Levoča Konskr.Nr.: 21     | prejazdový,radový                                      | Reihenhaus, Passage                                                                   | č. NKP: 704-2910/0 Stand des NKP: 2012-02-08 Name: DOM MEŠTIANSKY             |
| ja   | Datei hochladen | Bürgerhaus(sk) ObjektID: 704-2911/0                        | Majstra Pavla nám. 22 Standort KG: Levoča Konskr.Nr.: 22     | prejazdový,radový                                      | Reihenhaus, Passage                                                                   | č. NKP: 704-2911/0 Stand des NKP: 2012-02-08 Name: DOM MEŠTIANSKY             |
| ja   | Datei hochladen | Bürgerhaus(sk) ObjektID: 704-2912/0                        | Majstra Pavla nám. 23 Standort KG: Levoča Konskr.Nr.: 23     | prejazdový,nárožný                                     | Eckhaus, Passage                                                                      | č. NKP: 704-2912/0 Stand des NKP: 2012-02-08 Name: DOM MEŠTIANSKY             |
| ja   | Datei hochladen | Bürgerhaus(sk) ObjektID: 704-2913/0                        | Majstra Pavla nám. 24 KG: Levoča Konskr.Nr.: 24              | prejazdový,radový                                      | Reihenhaus, Passage                                                                   | č. NKP: 704-2913/0 Stand des NKP: 2012-02-08 Name: DOM MEŠTIANSKY             |
| ja   | Datei hochladen | Bürgerhaus(sk) ObjektID: 704-2914/0                        | Majstra Pavla nám. 25 Standort KG: Levoča Konskr.Nr.: 25     | prejazdový,radový; Hotel U leva                        | Reihenhaus, Passage, Hotel "Der Löwe"                                                 | č. NKP: 704-2914/0 Stand des NKP: 2012-02-08 Name: DOM MEŠTIANSKY             |
| ja   | Datei hochladen | Gedenk-Bürgerhaus(sk) ObjektID: 704-2803/1                 | Majstra Pavla nám. 26 Standort KG: Levoča Konskr.Nr.: 26     | sieňový+prejazdový,radový; Breuerova tlačiareň         | Reihenhaus, Passage, Breuer Druckerei                                                 | č. NKP: 704-2803/1 Stand des NKP: 2012-02-08 Name: DOM MEŠTIANSKY PAMÄTNÝ I.  |
|      | Datei hochladen | Gedenktafel 1(sk) ObjektID: 704-2803/3                     | Majstra Pavla nám. 26 KG: Levoča Konskr.Nr.: 26              | vytlačenie kancionálu; 1636-kancionál Tranoscius       | für den Druck des 1636-Gesangbuches Tranoscius                                        | č. NKP: 704-2803/3 Stand des NKP: 2012-02-08 Name: TABUĽA PAMÄTNÁ I.          |
| ja   | Datei hochladen | Gedenktafel 2(sk) ObjektID: 704-2803/4                     | Majstra Pavla nám. 26 Standort KG: Levoča Konskr.Nr.: 26     | vytlačenie Orbis Pictus; 1685-vytlačenie               | für den Druck von "Orbis Pictus" Ausgabe 1685                                         | č. NKP: 704-2803/4 Stand des NKP: 2012-02-08 Name: TABUĽA PAMÄTNÁ II.         |
| ja   | Datei hochladen | Bürgerhaus(sk) ObjektID: 704-2916/0                        | Majstra Pavla nám. 27 KG: Levoča Konskr.Nr.: 27              | radový                                                 | Reihenhaus                                                                            | č. NKP: 704-2916/0 Stand des NKP: 2012-02-08 Name: DOM MEŠTIANSKY             |
| ja   | Datei hochladen | Bürgerhaus(sk) ObjektID: 704-2917/0                        | Majstra Pavla nám. 28 Standort KG: Levoča Konskr.Nr.: 28     | prejazdový,radový                                      | Reihenhaus, Passage                                                                   | č. NKP: 704-2917/0 Stand des NKP: 2012-02-08 Name: DOM MEŠTIANSKY             |
| ja   | Datei hochladen | Bürgerhaus(sk) ObjektID: 704-2918/0                        | Majstra Pavla nám. 29 KG: Levoča Konskr.Nr.: 29              | priechodový,radový                                     | Reihenhaus, Passage                                                                   | č. NKP: 704-2918/0 Stand des NKP: 2012-02-08 Name: DOM MEŠTIANSKY             |
| ja   | Datei hochladen | Bürgerhaus(sk) ObjektID: 704-2919/0                        | Majstra Pavla nám. 30 Standort KG: Levoča Konskr.Nr.: 30     | prejazdový,radový                                      | Reihenhaus, Passage                                                                   | č. NKP: 704-2919/0 Stand des NKP: 2012-02-08 Name: DOM MEŠTIANSKY             |
| ja   | Datei hochladen | Bürgerhaus(sk) ObjektID: 704-2920/0                        | Majstra Pavla nám. 31 Standort KG: Levoča Konskr.Nr.: 31     | prejazdový,radový                                      | Reihenhaus, Passage                                                                   | č. NKP: 704-2920/0 Stand des NKP: 2012-02-08 Name: DOM MEŠTIANSKY             |
| ja   | Datei hochladen | Bürgerhaus(sk) ObjektID: 704-2804/1                        | Majstra Pavla nám. 32 Standort KG: Levoča Konskr.Nr.: 32     | sieňový+prejazdový,radový                              | Reihenhaus, Passage, Vorhof                                                           | č. NKP: 704-2804/1 Stand des NKP: 2012-02-08 Name: DOM MEŠTIANSKY I.          |
| ja   | Datei hochladen | Bürgerhaus(sk) ObjektID: 704-2922/0                        | Majstra Pavla nám. 33 Standort KG: Levoča Konskr.Nr.: 33     | priechodový,nárožný                                    | Eckhaus, Passage                                                                      | č. NKP: 704-2922/0 Stand des NKP: 2012-02-08 Name: DOM MEŠTIANSKY             |
| ja   | Datei hochladen | Bürgerhaus(sk) ObjektID: 704-2923/1                        | Majstra Pavla nám. 34 Standort KG: Levoča Konskr.Nr.: 34     | priechodový,nárožný                                    | Eckhaus, Passage                                                                      | č. NKP: 704-2923/1 Stand des NKP: 2012-02-08 Name: DOM MEŠTIANSKY             |
| ja   | Datei hochladen | Kasino(sk) ObjektID: 704-2924/0                            | Majstra Pavla nám. 35 Standort KG: Levoča Konskr.Nr.: 35     | priechodový,radový; Kasíno Spišský dom                 | Reihenhaus, Passage, Haus Spišský                                                     | č. NKP: 704-2924/0 Stand des NKP: 2012-02-08 Name: KASÍNO                     |
| ja   | Datei hochladen | Bürgerhaus(sk) ObjektID: 704-2925/0                        | Majstra Pavla nám. 36 Standort KG: Levoča Konskr.Nr.: 36     | sieňový s prejazd.,radový; reštaurácia Biela pani      | Reihenhaus, Passage, Vorhof, Restaurant Weiße Frau                                    | č. NKP: 704-2925/0 Stand des NKP: 2012-02-08 Name: DOM MEŠTIANSKY             |
| ja   | Datei hochladen | Bürgerhaus(sk) ObjektID: 704-2926/0                        | Majstra Pavla nám. 37 Standort KG: Levoča Konskr.Nr.: 37     | prejazdový,radový; vežový dom,dom s výškou             | Reihenhaus, Passage, Turmhaus                                                         | č. NKP: 704-2926/0 Stand des NKP: 2012-02-08 Name: DOM MEŠTIANSKY             |
| ja   | Datei hochladen | Bürgerhaus(sk) ObjektID: 704-2927/0                        | Majstra Pavla nám. 38 Standort KG: Levoča Konskr.Nr.: 38     | prejazdový,radový                                      | Reihenhaus, Passage                                                                   | č. NKP: 704-2927/0 Stand des NKP: 2012-02-08 Name: DOM MEŠTIANSKY             |
| ja   | Datei hochladen | Bürgerhaus(sk) ObjektID: 704-2928/1                        | Majstra Pavla nám. 39 Standort KG: Levoča Konskr.Nr.: 39     | priechodový,nárožný                                    | Eckhaus, Passage                                                                      | č. NKP: 704-2928/1 Stand des NKP: 2012-02-08 Name: DOM MEŠTIANSKY I.          |
| ja   | Datei hochladen | Bürgerhaus(sk) ObjektID: 704-2929/1                        | Majstra Pavla nám. 40 Standort KG: Levoča Konskr.Nr.: 40     | prejazdový,radový; Hainov dom,bývalé ev.lýceum         | Reihenhaus, Passage, Hain-Haus, früheres evangelisches Lyzeum                         | č. NKP: 704-2929/1 Stand des NKP: 2012-02-08 Name: DOM MEŠTIANSKY PAMÄTNÝ     |
| BW   | Datei hochladen | Gedenktafel(sk) ObjektID: 704-2929/2                       | Majstra Pavla nám. 40 Standort KG: Levoča Konskr.Nr.: 40     | štúrovci                                               | für Štúr                                                                              | č. NKP: 704-2929/2 Stand des NKP: 2012-02-08 Name: TABUĽA PAMÄTNÁ             |
| ja   | Datei hochladen | Bürgerhaus(sk) ObjektID: 704-2930/0                        | Majstra Pavla nám. 41 Standort KG: Levoča Konskr.Nr.: 41     | prejazdový,radový; Hainov dom                          | Reihenhaus, Passage, Haus Hainov                                                      | č. NKP: 704-2930/0 Stand des NKP: 2012-02-08 Name: DOM MEŠTIANSKY             |
| ja   | Datei hochladen | Bürgerhaus(sk) ObjektID: 704-2931/0                        | Majstra Pavla nám. 42 Standort KG: Levoča Konskr.Nr.: 42     | priechodový,radový; Starý Thurzov dom                  | Reihenhaus, Passage, altes Haus Thurzov                                               | č. NKP: 704-2931/0 Stand des NKP: 2012-02-08 Name: DOM MEŠTIANSKY             |
| ja   | Datei hochladen | Bürgerhaus(sk) ObjektID: 704-2932/0                        | Majstra Pavla nám. 43 Standort KG: Levoča Konskr.Nr.: 43     | prejazdový,radový; Mariássyho palác,patricijský d      | Reihenhaus, Passage, Patrizierhaus Mariássy                                           | č. NKP: 704-2932/0 Stand des NKP: 2012-02-08 Name: DOM MEŠTIANSKY             |
| ja   | Datei hochladen | Bürgerhaus(sk) ObjektID: 704-2933/0                        | Majstra Pavla nám. 44 Standort KG: Levoča Konskr.Nr.: 44     | sieňový,radový; Krupekov dom,patricijský dom           | Reihenhaus, Vorhof, Patrizierhaus Krupekov                                            | č. NKP: 704-2933/0 Stand des NKP: 2012-02-08 Name: DOM MEŠTIANSKY             |
| ja   | Datei hochladen | Bürgerhaus(sk) ObjektID: 704-2934/0                        | Majstra Pavla nám. 45 Standort KG: Levoča Konskr.Nr.: 45     | sieňový,radový; Spillenbergov dom,patricijský          | Reihenhaus, Vorhof, Patrizierhaus                                                     | č. NKP: 704-2934/0 Stand des NKP: 2012-02-08 Name: DOM MEŠTIANSKY             |
| ja   | Datei hochladen | Bürgerhaus(sk) ObjektID: 704-2935/0                        | Majstra Pavla nám. 46 Standort KG: Levoča Konskr.Nr.: 46,567 | prejazdový,radový                                      | Reihenhaus, Passage                                                                   | č. NKP: 704-2935/0 Stand des NKP: 2012-02-08 Name: DOM MEŠTIANSKY             |
| ja   | Datei hochladen | Bürgerhaus(sk) ObjektID: 704-2936/0                        | Majstra Pavla nám. 47 Standort KG: Levoča Konskr.Nr.: 47     | prejazdový,nárožný; Okolicsányi-Zsedenyiho palác       | Eckhaus, Passage, Palast Okolicsányi-Zsedenyi                                         | č. NKP: 704-2936/0 Stand des NKP: 2012-02-08 Name: DOM MEŠTIANSKY             |
| ja   | Datei hochladen | Stadtpalais(sk) ObjektID: 704-2937/0                       | Majstra Pavla nám. 48 Standort KG: Levoča Konskr.Nr.: 48     | sieňový,nárožný                                        | Eckhaus, Vorhof                                                                       | č. NKP: 704-2937/0 Stand des NKP: 2012-02-08 Name: PALÁC MESTSKÝ              |
| ja   | Datei hochladen | Bürgerhaus(sk) ObjektID: 704-2938/0                        | Majstra Pavla nám. 49 Standort KG: Levoča Konskr.Nr.: 49     | prejazdový,radový                                      | Reihenhaus, Passage                                                                   | č. NKP: 704-2938/0 Stand des NKP: 2012-02-08 Name: DOM MEŠTIANSKY             |
| ja   | Datei hochladen | Bürgerhaus(sk) ObjektID: 704-2939/0                        | Majstra Pavla nám. 50 Standort KG: Levoča Konskr.Nr.: 50     | prejazdový,radový                                      | Reihenhaus, Passage                                                                   | č. NKP: 704-2939/0 Stand des NKP: 2012-02-08 Name: DOM MEŠTIANSKY             |
| ja   | Datei hochladen | Bürgerhaus(sk) ObjektID: 704-2940/0                        | Majstra Pavla nám. 51 Standort KG: Levoča Konskr.Nr.: 51     | prejazdový,radový                                      | Reihenhaus, Passage                                                                   | č. NKP: 704-2940/0 Stand des NKP: 2012-02-08 Name: DOM MEŠTIANSKY             |
| ja   | Datei hochladen | Pfarrhof(sk) ObjektID: 704-2941/1                          | Majstra Pavla nám. 52 Standort KG: Levoča Konskr.Nr.: 52     | r.k.,sieňový+prejazd; katolícka fara                   | Passage, Vorhof, römisch katholische Pfarrei                                          | č. NKP: 704-2941/1 Stand des NKP: 2012-02-08 Name: FARA                       |
| ja   | Datei hochladen | Bürgerhaus(sk) ObjektID: 704-2942/0                        | Majstra Pavla nám. 53 Standort KG: Levoča Konskr.Nr.: 53     | sieňový+prejazd,nárožný                                | Eckhaus, Passage, Vorhof                                                              | č. NKP: 704-2942/0 Stand des NKP: 2012-02-08 Name: DOM MEŠTIANSKY             |
| ja   | Datei hochladen | Redoute(sk) ObjektID: 704-2943/0                           | Majstra Pavla nám. 54 Standort KG: Levoča Konskr.Nr.: 54     | prejazdový,nárožný; Tatra,divadlo                      | Eckhaus, Passage, Tatratheater                                                        | č. NKP: 704-2943/0 Stand des NKP: 2012-02-08 Name: REDUTA                     |
| ja   | Datei hochladen | Bürgerhaus(sk) ObjektID: 704-2944/0                        | Majstra Pavla nám. 55 Standort KG: Levoča Konskr.Nr.: 55     | prejazdový,radový; patricijský dom                     | Reihenhaus, Passage, Patrizierhaus                                                    | č. NKP: 704-2944/0 Stand des NKP: 2012-02-08 Name: DOM MEŠTIANSKY             |
| ja   | Datei hochladen | Bürgerhaus(sk) ObjektID: 704-2945/0                        | Majstra Pavla nám. 56 Standort KG: Levoča Konskr.Nr.: 56     | prejazdový,radový; patricijský dom                     | Reihenhaus, Passage, Patrizierhaus                                                    | č. NKP: 704-2945/0 Stand des NKP: 2012-02-08 Name: DOM MEŠTIANSKY             |
| ja   | Datei hochladen | Bürgerhaus(sk) ObjektID: 704-2946/0                        | Majstra Pavla nám. 57 Standort KG: Levoča Konskr.Nr.: 57     | prejazdový,radový                                      | Reihenhaus, Passage                                                                   | č. NKP: 704-2946/0 Stand des NKP: 2012-02-08 Name: DOM MEŠTIANSKY             |
| ja   | Datei hochladen | Bürgerhaus(sk) ObjektID: 704-2947/0                        | Majstra Pavla nám. 58 Standort KG: Levoča Konskr.Nr.: 58     | prejazdový,radový; kino                                | Reihenhaus, Passage, Kino                                                             | č. NKP: 704-2947/0 Stand des NKP: 2012-02-08 Name: DOM MEŠTIANSKY             |
| ja   | Datei hochladen | Komitatshaus(sk) Großes Komitatshaus ObjektID: 704-2948/0  | Majstra Pavla nám. 59 Standort KG: Levoča Konskr.Nr.: 59     | prejazdový,nárožný; Župný dom                          | Eckhaus, Passage,                                                                     | č. NKP: 704-2948/0 Stand des NKP: 2012-02-08 Name: DOM ŽUPNÝ                  |
| ja   | Datei hochladen | Bürgerhaus(sk) ObjektID: 704-2949/0                        | Majstra Pavla nám. 60 Standort KG: Levoča Konskr.Nr.: 60     | prejazdový,radový; Malý župný dom                      | Reihenhaus, Passage, altes Komitatshaus                                               | č. NKP: 704-2949/0 Stand des NKP: 2012-02-08 Name: DOM MEŠTIANSKY             |
| ja   | Datei hochladen | Bürgerhaus(sk) ObjektID: 704-2950/0                        | Majstra Pavla nám. 61 Standort KG: Levoča Konskr.Nr.: 61     | prejazdový,radový; dom s výškou                        | Reihenhaus, Passage                                                                   | č. NKP: 704-2950/0 Stand des NKP: 2012-02-08 Name: DOM MEŠTIANSKY             |
| ja   | Datei hochladen | Bürgerhaus(sk) ObjektID: 704-2951/0                        | Majstra Pavla nám. 62 Standort KG: Levoča Konskr.Nr.: 62     | prejazdový,radový; dom s výškou                        | Reihenhaus, Passage                                                                   | č. NKP: 704-2951/0 Stand des NKP: 2012-02-08 Name: DOM MEŠTIANSKY             |
| ja   | Datei hochladen | Bürgerhaus(sk) ObjektID: 704-2952/0                        | Majstra Pavla nám. 63 Standort KG: Levoča Konskr.Nr.: 63     | priechodový,radový                                     | Reihenhaus, Passage                                                                   | č. NKP: 704-2952/0 Stand des NKP: 2012-02-08 Name: DOM MEŠTIANSKY             |
| ja   | Datei hochladen | Bürgerhaus(sk) ObjektID: 704-2953/0                        | Majstra Pavla nám. 64 Standort KG: Levoča Konskr.Nr.: 64,121 | prejazdový,radový                                      | Reihenhaus, Passage                                                                   | č. NKP: 704-2953/0 Stand des NKP: 2012-02-08 Name: DOM MEŠTIANSKY             |
| ja   | Datei hochladen | Bürgerhaus(sk) ObjektID: 704-2954/0                        | Majstra Pavla nám. 65 Standort KG: Levoča Konskr.Nr.: 65     | sieňový,nárožný; remeselnícky dom                      | Eckhaus, Vorhof, Handwerkerhaus                                                       | č. NKP: 704-2954/0 Stand des NKP: 2012-02-08 Name: DOM MEŠTIANSKY             |
| ja   | Datei hochladen | Säule(sk) ObjektID: 704-1264/1                             | Mariánska hora KG: Levoča Konskr.Nr.:                        | tordovaný; originál stĺpu bez podstavca                | Original-Säule ohne Fuß                                                               | č. NKP: 704-1264/1 Stand des NKP: 2012-02-08 Name: STĹP                       |
|      | Datei hochladen | Statue auf Sockel(sk) ObjektID: 704-1264/2                 | Mariánska hora KG: Levoča Konskr.Nr.:                        | sv.Ján Nepomucký; originál sochy na orig.podstav       | St. Johannes Nepomuk, Originalstatue auf Originalsockel                               | č. NKP: 704-1264/2 Stand des NKP: 2012-02-08 Name: SOCHA NA PODSTAVCI         |
|      | Datei hochladen | Statue auf Sockel(sk) ObjektID: 704-1264/3                 | Mariánska hora KG: Levoča Konskr.Nr.:                        | sv.Ján Nepomucký; kópia sochy na stĺpe                 | St. Johannes Nepomuk, Kopie der Statue auf Säule                                      | č. NKP: 704-1264/3 Stand des NKP: 2012-02-08 Name: SOCHA NA STĹPE-KÓPIA       |
| ja   | Datei hochladen | Kirche(sk) Basilika Mariä Heimsuchung ObjektID: 704-3057/0 | Mariánska hora 1118 Standort KG: Levoča Konskr.Nr.: 1118     | r.k.Navštívenia P.M.; Bazilika                         | römisch katholische Basilika Mariä Heimsuchung                                        | č. NKP: 704-3057/0 Stand des NKP: 2012-02-08 Name: KOSTOL                     |
|      | Datei hochladen | Bürgerhaus(sk) ObjektID: 704-2898/2                        | Mäsiarska ul. KG: Levoča Konskr.Nr.: 9                       | prejazdový,radový                                      | Reihenhaus, Passage                                                                   | č. NKP: 704-2898/2 Stand des NKP: 2012-02-08 Name: DOM MEŠTIANSKY II.         |
| BW   | Datei hochladen | Bürgerhaus(sk) ObjektID: 704-2909/2                        | Mäsiarska ul. Standort KG: Levoča Konskr.Nr.:                | prejazdový,radový; Dom Majstra Pavla-zadný dom         | Reihenhaus, Passage                                                                   | č. NKP: 704-2909/2 Stand des NKP: 2012-02-08 Name: DOM MEŠTIANSKY PAMÄTNÝ II. |
| ja   | Datei hochladen | Bürgerhaus(sk) ObjektID: 704-2779/0                        | Mäsiarska ul. 1 Standort KG: Levoča Konskr.Nr.: 281          | prejazdový,nárožný                                     | Eckhaus, Passage                                                                      | č. NKP: 704-2779/0 Stand des NKP: 2012-02-08 Name: DOM MEŠTIANSKY             |
| BW   | Datei hochladen | Bürgerhaus(sk) ObjektID: 704-2780/0                        | Mäsiarska ul. 3 Standort KG: Levoča Konskr.Nr.: 283          | priechodový,radový                                     | Reihenhaus, Passage                                                                   | č. NKP: 704-2780/0 Stand des NKP: 2012-02-08 Name: DOM MEŠTIANSKY             |
| BW   | Datei hochladen | Bürgerhaus(sk) ObjektID: 704-2781/0                        | Mäsiarska ul. 4 Standort KG: Levoča Konskr.Nr.: 284          | prejazdový,radový                                      | Reihenhaus, Passage                                                                   | č. NKP: 704-2781/0 Stand des NKP: 2012-02-08 Name: DOM MEŠTIANSKY             |
| BW   | Datei hochladen | Bürgerhaus(sk) ObjektID: 704-2782/0                        | Mäsiarska ul. 5 Standort KG: Levoča Konskr.Nr.: 285          | prejazdový,radový                                      | Reihenhaus, Passage                                                                   | č. NKP: 704-2782/0 Stand des NKP: 2012-02-08 Name: DOM MEŠTIANSKY             |
| BW   | Datei hochladen | Bürgerhaus(sk) ObjektID: 704-2783/0                        | Mäsiarska ul. 6 Standort KG: Levoča Konskr.Nr.: 286          | prejazdový,radový                                      | Reihenhaus, Passage                                                                   | č. NKP: 704-2783/0 Stand des NKP: 2012-02-08 Name: DOM MEŠTIANSKY             |
| BW   | Datei hochladen | Bürgerhaus(sk) ObjektID: 704-2784/0                        | Mäsiarska ul. 7 Standort KG: Levoča Konskr.Nr.: 287          | prejazdový,radový                                      | Reihenhaus, Passage                                                                   | č. NKP: 704-2784/0 Stand des NKP: 2012-02-08 Name: DOM MEŠTIANSKY             |
| ja   | Datei hochladen | Bürgerhaus(sk) ObjektID: 704-2785/0                        | Mäsiarska ul. 8 Standort KG: Levoča Konskr.Nr.: 288          | priechodový,radový                                     | Reihenhaus, Passage                                                                   | č. NKP: 704-2785/0 Stand des NKP: 2012-02-08 Name: DOM MEŠTIANSKY             |
| BW   | Datei hochladen | Bürgerhaus(sk) ObjektID: 704-2786/0                        | Mäsiarska ul. 9 Standort KG: Levoča Konskr.Nr.: 289          | prejazdový,radový                                      | Reihenhaus, Passage                                                                   | č. NKP: 704-2786/0 Stand des NKP: 2012-02-08 Name: DOM MEŠTIANSKY             |
| ja   | Datei hochladen | Bürgerhaus(sk) ObjektID: 704-2787/0                        | Mäsiarska ul. 10 Standort KG: Levoča Konskr.Nr.: 290         | priechodový,radový                                     | Reihenhaus, Passage                                                                   | č. NKP: 704-2787/0 Stand des NKP: 2012-02-08 Name: DOM MEŠTIANSKY             |
| ja   | Datei hochladen | Bürgerhaus(sk) ObjektID: 704-2788/0                        | Mäsiarska ul. 11 Standort KG: Levoča Konskr.Nr.: 291         | priechodový,radový                                     | Reihenhaus, Passage                                                                   | č. NKP: 704-2788/0 Stand des NKP: 2012-02-08 Name: DOM MEŠTIANSKY             |
| ja   | Datei hochladen | Bürgerhaus(sk) ObjektID: 704-2789/1                        | Mäsiarska ul. 12 Standort KG: Levoča Konskr.Nr.: 292         | priechodový,radový                                     | Reihenhaus, Passage                                                                   | č. NKP: 704-2789/1 Stand des NKP: 2012-02-08 Name: DOM MEŠTIANSKY             |
|      | Datei hochladen | Wasserpumpe bei Brunnen(sk) ObjektID: 704-2789/2           | Mäsiarska ul. KG: Levoča Konskr.Nr.:                         | piestová; pumpa s potrubím a studňou                   | Kolbenpumpe mit Rohren und Brunnen                                                    | č. NKP: 704-2789/2 Stand des NKP: 2012-02-08 Name: PUMPA VODNÁ SO STUDŇOU     |
| BW   | Datei hochladen | Bürgerhaus(sk) ObjektID: 704-2790/0                        | Mäsiarska ul. 13 Standort KG: Levoča Konskr.Nr.: 293         | prejazdový,radový                                      | Reihenhaus, Passage                                                                   | č. NKP: 704-2790/0 Stand des NKP: 2012-02-08 Name: DOM MEŠTIANSKY             |
| ja   | Datei hochladen | Bürgerhaus(sk) ObjektID: 704-2791/0                        | Mäsiarska ul. 14 Standort KG: Levoča Konskr.Nr.: 294         | prejazdový,radový                                      | Reihenhaus, Passage                                                                   | č. NKP: 704-2791/0 Stand des NKP: 2012-02-08 Name: DOM MEŠTIANSKY             |
| BW   | Datei hochladen | Bürgerhaus(sk) ObjektID: 704-2792/0                        | Mäsiarska ul. 15 Standort KG: Levoča Konskr.Nr.: 295         | prejazdový,radový                                      | Reihenhaus, Passage                                                                   | č. NKP: 704-2792/0 Stand des NKP: 2012-02-08 Name: DOM MEŠTIANSKY             |
| BW   | Datei hochladen | Bürgerhaus(sk) ObjektID: 704-2793/0                        | Mäsiarska ul. 16 Standort KG: Levoča Konskr.Nr.: 296         | prejazdový,radový                                      | Reihenhaus, Passage                                                                   | č. NKP: 704-2793/0 Stand des NKP: 2012-02-08 Name: DOM MEŠTIANSKY             |
| BW   | Datei hochladen | Bürgerhaus(sk) ObjektID: 704-2905/2                        | Mäsiarska ul. Standort KG: Levoča Konskr.Nr.: 16             | prejazdový,radový                                      | Reihenhaus, Passage                                                                   | č. NKP: 704-2905/2 Stand des NKP: 2012-02-08 Name: DOM MEŠTIANSKY II.         |
| BW   | Datei hochladen | Bürgerhaus(sk) ObjektID: 704-2794/1                        | Mäsiarska ul. 17 Standort KG: Levoča Konskr.Nr.: 297         | priechodový,nárožný; reštaurácia Paríž                 | Eckhaus, Passage, Restaurant Paris                                                    | č. NKP: 704-2794/1 Stand des NKP: 2012-02-08 Name: DOM MEŠTIANSKY             |
| ja   | Datei hochladen | ZBROJNICA ObjektID: 704-2795/0                             | Mäsiarska ul. 18 Standort KG: Levoča Konskr.Nr.: 298         | prejazdová,nárožná; múzeum                             | Eckhaus, Passage, Museum                                                              | č. NKP: 704-2795/0 Stand des NKP: 2012-02-08 Name: ZBROJNICA                  |
| BW   | Datei hochladen | Bürgerhaus(sk) ObjektID: 704-2796/0                        | Mäsiarska ul. 21 Standort KG: Levoča Konskr.Nr.: 301         | priechodový,radový                                     | Reihenhaus, Passage                                                                   | č. NKP: 704-2796/0 Stand des NKP: 2012-02-08 Name: DOM MEŠTIANSKY             |
| ja   | Datei hochladen | Bürgerhaus(sk) ObjektID: 704-2797/0                        | Mäsiarska ul. 22 Standort KG: Levoča Konskr.Nr.: 302         | prejazdový,radový                                      | Reihenhaus, Passage                                                                   | č. NKP: 704-2797/0 Stand des NKP: 2012-02-08 Name: DOM MEŠTIANSKY             |
| BW   | Datei hochladen | Bürgerhaus(sk) ObjektID: 704-2798/0                        | Mäsiarska ul. 23 Standort KG: Levoča Konskr.Nr.: 303         | prejazdový,radový                                      | Reihenhaus, Passage                                                                   | č. NKP: 704-2798/0 Stand des NKP: 2012-02-08 Name: DOM MEŠTIANSKY             |
| BW   | Datei hochladen | Bürgerhaus(sk) ObjektID: 704-2799/0                        | Mäsiarska ul. 24 Standort KG: Levoča Konskr.Nr.: 304         | prejazdový,radový                                      | Reihenhaus, Passage                                                                   | č. NKP: 704-2799/0 Stand des NKP: 2012-02-08 Name: DOM MEŠTIANSKY             |
| BW   | Datei hochladen | Bürgerhaus(sk) ObjektID: 704-2800/0                        | Mäsiarska ul. 25 Standort KG: Levoča Konskr.Nr.: 305         | prejazdový,radový                                      | Reihenhaus, Passage                                                                   | č. NKP: 704-2800/0 Stand des NKP: 2012-02-08 Name: DOM MEŠTIANSKY             |
| BW   | Datei hochladen | Bürgerhaus(sk) ObjektID: 704-2802/0                        | Mäsiarska ul. 29 Standort KG: Levoča Konskr.Nr.: 309         | priechodový,nárožný; dom s výškou                      | Eckhaus, Passage                                                                      | č. NKP: 704-2802/0 Stand des NKP: 2012-02-08 Name: DOM MEŠTIANSKY             |
| BW   | Datei hochladen | Gedenkbürgerhaus(sk) ObjektID: 704-2803/2                  | Mäsiarska ul. 30 Standort KG: Levoča Konskr.Nr.: 310         | prejazdový,radový; Breuerov dom                        | Reihenhaus, Passage, Haus Breuerov                                                    | č. NKP: 704-2803/2 Stand des NKP: 2012-02-08 Name: DOM MEŠTIANSKY PAMÄTNÝ II. |
| BW   | Datei hochladen | Bürgerhaus(sk) ObjektID: 704-2804/2                        | Mäsiarska ul. 31 Standort KG: Levoča Konskr.Nr.: 1134        | prejazdový,radový                                      | Reihenhaus, Passage                                                                   | č. NKP: 704-2804/2 Stand des NKP: 2012-02-08 Name: DOM MEŠTIANSKY II.         |
| BW   | Datei hochladen | Bürgerhaus(sk) ObjektID: 704-2805/2                        | Mäsiarska ul. 32 Standort KG: Levoča Konskr.Nr.: 1654        | prejazdový,radový                                      | Reihenhaus, Passage                                                                   | č. NKP: 704-2805/2 Stand des NKP: 2012-02-08 Name: DOM MEŠTIANSKY II.         |
| BW   | Datei hochladen | Bürgerhaus(sk) ObjektID: 704-2806/2                        | Mäsiarska ul. 33 Standort KG: Levoča Konskr.Nr.: 1188        | prejazdový,radový                                      | Reihenhaus, Passage                                                                   | č. NKP: 704-2806/2 Stand des NKP: 2012-02-08 Name: DOM MEŠTIANSKY II.         |
| BW   | Datei hochladen | Bürgerhaus(sk) ObjektID: 704-2807/2                        | Mäsiarska ul. 34 Standort KG: Levoča Konskr.Nr.: 1196        | prejazdový,radový                                      | Reihenhaus, Passage                                                                   | č. NKP: 704-2807/2 Stand des NKP: 2012-02-08 Name: DOM MEŠTIANSKY II.         |
| BW   | Datei hochladen | Bürgerhaus(sk) ObjektID: 704-2808/2                        | Mäsiarska ul. 35 Standort KG: Levoča Konskr.Nr.: 1198        | prejazdový,radový; dom s výškou                        | Reihenhaus, Passage                                                                   | č. NKP: 704-2808/2 Stand des NKP: 2012-02-08 Name: DOM MEŠTIANSKY II.         |
| BW   | Datei hochladen | Bürgerhaus(sk) ObjektID: 704-2809/2                        | Mäsiarska ul. 36 Standort KG: Levoča Konskr.Nr.: 1186        | prejazdový,radový                                      | Reihenhaus, Passage                                                                   | č. NKP: 704-2809/2 Stand des NKP: 2012-02-08 Name: DOM MEŠTIANSKY II.         |

## Legende
Die Tabelle enthält im Einzelnen folgende Informationen:
| Foto:                    | Fotografie des Denkmals. |
| Denkmal / č. ÚZPF:       | Die Übersetzung der Bezeichnung des Denkmals, wie sie vom Slowakischen Denkmalamt (Pamiatkový úrad Slovenskej republiky) verwendet wird. Die Originalbezeichnung ist unter dem Fragezeichen angegeben. Fehlt die Übersetzung, so wird die Originalbezeichnung direkt angezeigt. Weiters ist die Objekt-Identifikationsnummer (Objekt ID) angeführt. Sie ist die offizielle, in der Slowakei eindeutige Nummer č. ÚZPF inklusive der zugehörigen Zählnummer, wie sie in den Daten des Denkmalamtes angegeben wird. Da diese nur innerhalb eines Landkreises gezählt wird, ist dessen Nummer der Denkmalnummer vorangestellt. |
| Standort:                | Wenn in der Liste vorhanden, ist die Adresse angegeben. In Klammern kann sich noch eine zusätzliche Adresse befinden, wenn es beispielsweise ein Eckhaus ist. Bei freistehenden Objekten ohne Adresse (zum Beispiel bei Bildstöcken) ist eine Adresse angegeben, die in der Nähe des Objekts liegt. Durch Aufruf des Links Standort wird die Lage des Denkmals in verschiedenen Kartenprojekten angezeigt. Darunter sind die Katastralgemeinde (KG) und, wenn vorhanden, die Konskriptionsnummer (Konskr. Nr.) angegeben.                                                                                                   |
| Offizielle Beschreibung: | Es ist die Kurzbeschreibung auf Slowakisch, wie sie in den offiziellen Listen angegeben ist, eingetragen. |
| Beschreibung:            | Kurze Angaben zum Denkmal auf Deutsch. |
| Metadaten:               | Zusätzlich werden, wenn in den persönlichen Einstellungen das Helferlein Dauerhaftes Einblenden von Metadaten aktiviert ist, ebensolche angezeigt. |

- Karte mit allen Koordinaten:
- OSM |
- WikiMap